# زجل
الزجل هو فن من فنون الأدب الشعبي يعود أصله إلى بلاد المغرب والأندلس. وهو شكل تقليدي من أشكال الشعر العربي باللغة المحكية. وهو ارتجالي، وعادة ما يكون في شكل مناظرة بين عدد من الزجالين (شعراء ارتجال الزجل) مصحوباً بإيقاع لحني بمساعدة بعض الآلات الموسيقية. ينتشر الزجل بشكل كبير في لبنان وشمال فلسطين وشمال الأردن وغرب سورية. يضعف الاهتمام الأكاديمي به ويعتقد أن السبب في ذلك يرجع إلى انعدام تقيده بالإعراب، وبالتالي عدم وصوله إلى الفهم المشترك للعرب.

## تعريف الزجل

### لغويا
استخدمت مفردة (زجل) في اللغة العربية قبل أن يصطلح على استخدامها لفن الزجل الشعري، وسنستفيد من تتبع بعض المواضع التي وردت فيها قبل نشوء فن الزجل الشعري، لندرك السبب في اختيار مفردة (زجل) اسما لهذا الفن الشعري.
1- الدلالة الأولى: الرمي، عرف ابن المنظور مفردة (الزجل) بتسكين الجيم بقوله: «الرمي بالشيء تأخذه بيدك فترمي به»، ومنه زجل الشيء يزجله وزجل به زجلا وزجلت به، ومن الأقوال الدلالة على استخدام مفردة (زجل) بهذا المعنى الحديث: «أخذ الحربة لأبي بن خلف فزجله بها فقتله» أي رماه بها، وحديث الصحابي عبد الله بن سلام: «فأخذ بيدي فزجل بي» أي رماني ودفع بي، وقال الشاعر: بتنا وباتت رياح الغور تزجله... حتى استتتب تواليه بأنجاد الغور: تهامة، وأنجاد: جمع نجد، وتزجله: أي تدفعه [1]، ويقال: «لعن الله أما زجلت به»، «وزجلت الناقة بما في بطنها زجلا» أي رمت به.
2- الدلالة الثانية: (الزجل) بفتح الجيم، الصوت الصادر من الجمادات، وعرفتها الموسوعة العربية العالمية بـ«درجة معينة من درجات شدة الصوت، وهي الدرجة الجهيرة ذات الجلبة والأصداء»، ومن ما ورد في ذلك من الأقوال، قولهم: «سحاب زجل»: إذا كان فيه الرعد، و«غيث زجل»: لرعده صوت، و«نبت زجل»: صوتت فيه الريح، ونجد شعرا للأعشى منه قوله: تسمع للحلي وسواسا إذا انصرفت كما استعان بريح عشرق زجل، أي ريح مصوته، وقول أبو الرضا المعري [2]
عبرت بربع من سياث فراعني به زجل الأحجار تحت المعاول[3]
أي الصوت الصادر من جراء ضرب الأحجار بالمعاول.
3- الدلالة الثالثة: اللعب والجلبة ورفع الصوت، وخص به التطريب، كما جاء في معجم لسان العرب لابن المنظور، أو رفع الصوت المرنم كما جاء في الموسوعة العربية العالمية، فكان يطلق على صوت الحمام، ثم الصوت البشري المطرب. ومما ورد فيه من الأقوال، حديث الرسول محمد: «نزلت علي سورة الأنعام جملة واحدة، وشيعها سبعون ألفا من الملائكة لهم زجل بالتسبيح والتحميد»، وأنشد سيبويه: له زجل كأنه صوت حاد إذا طلب الوسيقة أو زمير، وربما قصد به الغناء، فقيل: وهو يغنيها غناء زاجلا، «وقد يؤكد هذا الارتباط الدلالي بين كلمة زجل ومعنى الصوت العالي المنغم أن كلمة زجالة مازالت تطلق، في بعض الواحات المصرية، على جماعة من الشباب الذين يجتمعون في مكان بعيد ليؤدوا الرقص والغناء الصاخب بمصاحبة آلاتهم الموسيقية»

### اصطلاحا
يحاول صفي الدين الحلي [5] في كتابه (العاطل الحالي والمُرخَص الغالي) إيجاد تعليل للربط بين الاستعمال اللغوي والاستعمال الاصطلاحي، فيقول: «وإنما لا يلتذ به ويفهم مقاطع أوزانه ولزوم قوافيه حتى يغنى به ويصوت فيزول اللبس بذلك».
وهكذا غدت كلمة زجل في الدوائر الأدبية والغنائية مصطلحا يدل على شكل من أشكال النظم العربي، وأداته اللغوية هي إحدى اللهجات العربية الدارجة، وأوزانه مشتقة أساسا من أوزان العروض العربي، وإن تعرضت لتعديلات وتنويعات تتواءم بها منظوماته مع الأداء الصوتي للهجات، ويتيح هذا الشكل من النظم تباين الأوزان وتنويع القوافي وتعدد الأجزاء التي تتكون منها المنظومة الزجلية، غير أنه يلزم باتباع نسق واحد ينتظم فيه كل من الوزن والقافية وعدد الشطرات التي تتكون منها الأجزاء، في إطار المنظومة الزجلية الواحدة [4].
ونجد تعريفا أكثر تحديدا لأحمد مجاهد يعرف فيه الزجل بـ«شعر عامي لا يتقيد بقواعد اللغة، وخاصة الإعراب وصيغ المفردات، وقد نظم على أوزان البحور القديمة، وأوزان أخرى مشتقة منها» [6].
ويظهر أن تعريفات الزجل لا تختلف عن تعريفات الشعر، والجدل الدائر حولها، إلا باستخدامها اللهجات العامية، وترك الفصحى، وهو ما عبر عنه صفي الدين الحلي بقوله -متحدثا عن موضوع كتابه (العاطل الحالي) وهو الفنون العامية- : «هذه الفنون إعرابها لحن، وفصاحتها لكن، وقوة لفظها وهن، حلال الإعراب فيها حرام، وصحة اللفظ بها سقام، يتجدد حسنها إذا زادت خلاعة، وتضعف صناعاتها إذا أودعت من النحو صناعة، فهي السهل الممتنع، والأدنى المرتفع» [7].

## أصله
يعود أصل الزجل إلى العصر الجاهلي، وكان من أشهر الزجالين الشاعرة الخنساء.[بحاجة لمصدر]
كلمة زجل بالعربية تعني «الصوت». والزجل في اللغة هو التصويت والتطريب، وهو اسم أطلقه الأندلسيون على شعرهم العامي الذي شاع واشتهر في القرن الثاني عشر الميلادي، خاصة على يد ابن قزمان وجماعته، وانتشر بعد ذلك في لهجات الأقطار العربية الأخرى في المشرق.
في بدايات القرن العشرين، أطلق اللبنانيون وصف «الزجل» على شعرهم العامي، إذ كان يعرف قبل ذلك في سوريا ولبنان، بـ «القول» أو«المعنّى». كما كان يسمى الشاعر «بالقوّال». وكان يعرف في فلسطين، بـ «الحدا» أو «الحدادي» وعرف الشاعر بال«حادي»، وخاصة في الجليل والكرمل. ودام بقاء الزجل حتى آخر أيام الوجود العربي في الأندلس[23].
يقول صفي الدين الحلي أن مخترعي الزجل هم أهل المغرب العربي، ثم انتقل إلى العراق وباقي الدول العربية. ويعتبر الأندلسيون السبّاقون في مجال الشعر المحكي، إلا أنّ الشعب الذي عاش في جبال لبنان، مما عنده ثروة طبيعية ضخمة وفنون متعددة أضاف العديد من ألوان الشِّعر الشعبي. و«لئن كان الشعر الشعبي نتيجة طبيعيّة لظهور اللّغة العاميّة، فإنّه من الثابت أنّ تطورّه في لبنان كان بتأثير الألحان السريانية الكنسية».

## أنواع الزجل
| النوع     | الشكل | مثال |
| --------- | --- | --- |
| معنى      | وهو على بحر الرجز: مستفعلن مستفعلن مستفعلن (أو الكامل: متفاعلن متفاعلن متفاعلن) | يا بيرق الشعر لمجدك ما انطوىرفرف مع النسمات وتمايل غوىزند اللي شالك زند ماكن ما التوىسلاحو عقل من معجن الحكمة ارتوى |
| عتابا     | البحر المتناهي 9 مقاطع كل شطر، أو السريع وهو الشائع 10 مقاطع في كل شطر، والبسيط 11 مقطعا في كل شطر | لا تظني عن ربوعك بعدنـاعلى درب الهوى مشينا بعدناتعالي انظري انشـغلي بعدناتريني براس قايمة الحبـاب |
| ميجانا    | الوزن اليعقوبي الذي تتألف دعامتيه من 24 حركة صوتية 12 في كل شطر | يا ميجانا يا ميجانا يا ميجانااعطينا عيونك تا نسـل سيوفناقد الحلو ما يوم قدامي خطرالا ما حبه مر عَ بالي وخطروشو هم حبو يكون مرصود بخطرما دام كل الحب تعتير وهنــاقلبي انا كيف شكل فيني احملووكل ما حلو قبالو مرق بشعلووحتى اذا بنوم الهنا بيبصر حلوبيشعل حريق الحب بنوم الهنا |
| أبو الزلف | الوزن المزدوج الذي يتألف من 13 مقطع صوتي – 7 حركات في الشطر الأول و6 حركات في الشطر الثاني، | هيهات يا بو الزلفعيني يا مولياقلبي أماني معـكلا تنكرو عليـايا حلو حاجي بقاتسرق غفا منيتمرّد علي الشـقافي غيبتك عنـيكنا بليل النقـاعا ليلنا نغنيما عدت بعد اللقاشــفتك بعينيـــا                                                                                              |
| الشـروقي  | من البحر الوفائي، صدوره من قافية وأعجازه من قافية أخرى ويتألف كل شطر من 13 حركة | يلِّي هديتك قلب حـب ووفـا مليانوغنيت فيكـي بِكر شـعر والهـاميياما وياما نظمت بمحاسنك قصدانوما كان وادي الوفا يردد صدى هيامي |
| الروزانا  | البيت مبنٍ على 13 مقطع صوتي، فالشطر الأول من 7 مقاطع والشطر الثاني من 6 مقاطع (حركات). أما الدور فيتألف من أربعة أبيات، قافية صدورها واحدة وكذلك قافية اعجازها ما عدا عجز البيت الأخير إذ يعود إلى القافية العامة للمطلع ويبنى على 7 حركات في الشطر الأول و6 حركات في الشطر الثاني | عَ الروزانا عَ الروزاناكل الحلا فيهاشو عملـت الروزاناحتّـى نجافيها |
| الندب     | وطريقة الندب جعل القافية فيه على طريقة المعنى ويأتي من البحر المتفاوت الذي تتألف كل من دعامتيه من 8 حركات | دموعكم لا تحجبوهامن المحاجر اسكبوهاواتركو الزهرة اللطيفةالباكيي تودع أبـوها |
| زغرودة    | كناية عن بيتين تكون القافية في الصدر والإعجاز واحدة. وتبدأ على الغالب بلفظة "أويها" وتنتهي بـ"لي لي لي لي لي". وأوزانها من البحر البسيط الذي تتألف كل من دعامتيه من 11 حركة ومجموع حركات البيت 22                                                                                 | اويها مبروك يابني انشال الهم من بالكاويها اليوم عرسك كنار الأرز غنّالكاويها حقك تشوف بعروسك عالمدى حالكاويها بالحسن اخت البدر يا ألف نيّالك لي لي لي لي لي |

### أنواع أخرى
القرادي هو على البحر المتدارك. يرتكز هذا البحر على شطرين ومجموع عدد حركات البيت بكامله هي 14، 7 في الشطرالأول و7 في الشطر الثاني مثال:
إن كلمة قرّادي مصدرها القَردَ أي «لجلجة اللِّسان» بحيث يتلجلج اللِّسان عند غنائها لسرعة وزنها وأنواعها كثيرة، بحيث يتألف البيت من أربعة عشر مقطعاً صوتياً، سبعة مقاطع في الصدروسبعة مقاطع في العجز. منها المثناة المسمّاة عند عامة الشَّعب (قرادي عالحرف) ومنها المربعّة أي (قرّادي عالحرفين). للقرادي فنون عديدة منها ما أهمل النظم فيه، وقد ذكره رشيد نخله في ديوانه: القلاّب، وكرج الحجل، ومشي الست، والمطبق، والشلوقي، والكناري، والمسجع، ودق المطرقة، والمربع، والمجوز، والشوفاني (نسبة إلى جبل الشوف) والشوفاني القديم، ونقلة العروس، والمربوط.
وهناك العديد من أنواع الزجل الأخرى، خاصة الزجل الغنائي اللبناني ومنها: سكابا، عاليادي اليادي، عالالاولالا، عالماني، ليا وليا، ويا غزيل والمعنى.

## أشهر الزجالين
تعد المصادر الأندلسية عددا من الزجالة، فابن سعيد الأندلسي تحدث عن سبعة عشر زجالا في كتابه (المغرب في حلي المغرب)، وعن ثمانية زجالين في كتابه (المقتطف من أزاهر الطرف)، وعن ثلاثة زجالين في كتابه (اختصار القدح المحلى في التاريخ المحنى)، ولم يفته التحدث عن ابن قزمان، في كتابه «رايات المبرزين وغايات المميزين»، وهؤلاء الزجالة يمثلون القرنيين السادس والسابع الهجريين[23]. ولسان الدين ابن الخطيب نص على ذكر ستة زجالين من القرون السادس والسابع والثامن، توفي آخرهم سنة 761هـ، وذلك في كتابه (الإحاطة في أخبار غرناطة)[34].
وسوف نكتب في هذا الفصل نبذا عن أبرز الزجالة في الأندلس، نبدأها بإمام الزجالة، أبو بكر ابن قزمان:

### ابن قزمان(ت550)[عدل]
- مقالة مفصلة: ابن قزمان

"اسم ابن قزمان غير عربي وجرسه أسباني بحت، ويخبرنا أصحاب التراجم أن بني قزمان يرتفع نسبهم من غير شك إلى مولد عرف باسم ابن قزمان الزهري، وكان مقام بني قزمان في قرطبة منذ القرن الرابع على الأقل.
وأصحاب التراجم مقلون جدا في أخبار ابن قزمان، فلا مناص من جمع حياته من آثاره، ولو أن الذي نجمعه قليل.
اسمه أبو بكر محمد بن عيسى بن عبد الملك ويلقبه بعضهم بلقب الأصغر، تمييزا له عن سمي له هو عمه أبو بكر محمد بن عبد الملك الأكبر، وكان العم شاعرا كلاسيكيا على شيء من الشهرة ووزر لبني الأفطس ببطليوس، ومات في عام 508هـ.
والغريب أنه وقع خلط بين العم وابن أخيه وقع في هذا الخلط ابن الأبار وابن الخطيب والهولندي دوزي والتشيكي نيكل، ولقد نبهت إلى هذا الخلط في مقالة عنوانها (شيء من جديد ابن قزمان) نشرتها في القاهرة ولندن ومدريد في وقت واحد، وأثبت فيها أن ما يوصف به ابن قزمان من التعمير جاء من إضافة عمره إلى عمر عمه، ومن جعل مولده في أوائل القرن الخامس بدل آخره وتحديدا عام 480هـ.
ولد ابن قزمان بعد معركة الزلاقة (479هـ)، ببضع سنين، وهي المعركة التي بدأ بها تدخل المرابطين في الحياة السياسية الأندلسية.
وقضى ابن قزمان حياته في قرطبة، ولكنه ارتحل لزيارة مدن الأندلس الكبرى، واتصل في غرناطة بشاعرة مشهورة هي نزهون، وكان في قرطبة وفي كل المدن التي زارها مقربا من حماة الأدب الأندلسي، فمدحهم بمدائح، ومات في قرطبة عام 550هـ، بعد أن جاوز الستين، وترك على ألأقل ولدا واحدا اسمه أحمد، وأقام أحمد هذا بمالقة، ومات بها أول القرن السادس الهجري، وتدلنا بعض أشعار ابن قزمان على صفاته الجسمية: كان أشقر الشعر، أزرق العينين، يتكلم الرومانية كما يتكلم العربية، وعلى حظ من الثقافة القديمة، لأنه حاول في شبابه قرض الشعر على الطريقة القديمة، وقد نقل لنا ابن سعيد أمثلة من هذه المحاولات.
وكان ابن قزمان أول عمره يقرض بلغة معربة، ثم رأى أنه لم يبلغ في ذلك مبلغ كبار الشعراء في زمانه، كـابن خفاجة، فعمد إلى طريقة لا يمازجه فيها أحد منهم فأصبح إمام الزجل المنظوم بكلام عامة الأندلس وكان عزمه على صرف جهده وصنعته الشعرية إلى اللغة العامية عزما حكيما، وشاهد ذلك ما لقي من توفيق وما كان من ذيوع فنه إلى ما وراء الأندلس وبلوغ صيته إلى بغداد نفسها.
وقد بقيت آثار ابن قزمان العامية محفوظة كاملة تقريبا إلى الآن في مخطوط وحيد نسخ بصفد بفلسطين منتصف القرن السادس ومحفوظ فيمتحف ليننغراد الآسيوي، ونشر عدة مرات نشرا غير جيد، ولكن المستشرق الفرنسي ج.س.كولان نشره أخيرا بشكل محكم"[35].

### مدغليس
وهذا الاسم مركب من كلمتين، وأصله مضغ الليس، والليس جمع ليسه وهي ليقة الدواة، وذلك لأنه كان صغيرا بالمكتب يمضغ ليقته، والمصريون يبدلون الضاد دالا فانطلق عليه هذا الاسم وعرف به وكنيته في ديوانه أبو عبد الله ابن الحاج، وعرف بمدغليس.
ومدغليس من أهل القرن السادس، وهو الخليفة الأوحد لابن قزمان في زمانه وقد وقعت له العجائب في هذه الطريقة، ونقل العلامة المقري فينفح الطيب عن أهل الأندلس قولهم: ابن قزمان في الزجالين بمنزلة المتنبي في الشعراء، ومدغليس بمنزلة أبو تمام، بالنظر إلى الانطباع والصناعة، فابن قزمان ملتفت إلى المعنى، ومدغليس ملتفت إلى اللفظ، وكان أديبا معربا في كلامه مثل ابن قزمان، ولكنه رأى نفسه في الزجل أنجب فاقتصر عليه.
ومن قوله في زجله المشهور:
ورزاذ دق يـــنـــــزل	وشعاع الشمس يضـــــرب
فترى الواحـد يفـضـض وتـرى الآخـــــــــر يذهـب
والنبات يشرب ويسـكـر	والغصون ترقص وتطرب
وبـريد تـجـي إلـينــــــا	ثم تــــــــستـحـي وتـهـرب[36].

### إبراهيم بن سهلالإشبيلي (ت649)
- مقالة مفصلة: ابن سهل الأندلسي

وقد عَدَّه المقري في نفح الطيب من شعراء اليهودية وقيل إنه مات على الإسلام، وبعضهم ينفي ذلك كأبي الحسن علي بن سمعة الأندلسي فإنه قال: ’’شيئان لا يصحان: إسلام إبراهيم بن سهل، وتوبة الزمخشري من الاعتزال’’ وله أزجال ذكرها ابن حجة الحموي في بلوغ الأمل لكنَّهُ نبغ في فن الموشحات وبه اشتهر وفيه مهر[37].

### أبو الحسن الشستري(610-668)
- مقالة مفصلة: أبو الحسن الششتري

وكان باقعةً في الزجل والشعر والتصوف، وصفه لسان الدين ابن الخطيب في الإحاطة بقوله:’«عروس الفقراء، وأمير المتجردين، وبركة الأندلس، لابس الخرقة، أبو الحسن. من أهل شستر، قرية من عمل وادي آش معروفة، وزقاق الشستري معروف بها. وكان مجوداً للقرآن، قايماً عليه، عارفاً بمعانيه، من أهل العلم والعمل».
وقد خَلُص بعض الباحثين إلى أن الشستري هذا كان أوَّلَ من استعمل الزَّجل في المعاني الصوفية، كما كان محي الدين بن عربي أوَّلَ من استعمل الموشح في ذلك.
وقد أكثر الشستري التَّطواف في البلاد الأندلسية، ورحل إلى المغرب واجتال أقاليمها، حتى ألقى عصى التَّجوال في دمياط من بلاد المشرق ودفن بها. وقد أولعَ المشارقة لهذا العهد بمقاطيع من أزجاله وتغنوا بها في مجالسهم، حتى إن رائعته الشهيرة (شويخ من أرض مكناس) اشتهرت في أقطار المشرق وتنفَّقت بين المشارقة أكثر من حواضر المغرب.
وهذه قطعةٌ منها كما وردت في إيقاظ الهمم لابن عجيبة وقدم لها بقوله:
’’الشستري كان وزيراً وعالماً وأبوه كان أميراً فلما أراد الدخول في طريق القوم قال له شيخه لا تنال منها شيئاً حتى تبيع متاعك وتلبس قشابة وتأخذ بنديراً وتدخل السوق ففعل جميع ذلك فقال له ما تقول في السوق فقال قل بدأت بذكر الحبيب فدخل السوق يضرب بنديره ويقول: بدأت بذكر الحبيب فبقي ثلاثة أيام وخرقت له الحجب فجعل يغني في الأسواق بعلوم الأذواق ومن كلامه
شويخ من أرض مكناس في وسط الأسواق يغني
آش علي من الـنـاس وآش على الناس منـي
ثم قال:
اش حـد مـن حــد	أفهموا ذي الأشـاره
وأنظروا كبر سـنـي	والعصا والـغـراره
هكذا عشـت بـفـاس	وكـد هـان هـونـي
آش علي من الـنـاس	وآش على الناس مني
وما أحسـن كـلامـه	إذا يخطر في الأسواق
وترى أهل الحوانـت	تلتفت لو بالأعـنـاق
بالغرارة في عنـقـو	بعكيكـز وبـغـراف
شيخ يبني على سـاس	كأنشاء اللـه يبـنـي
اش علي من الـنـاس	واش على الناس مني[38].

### أبو عبد الله اللوشي
وكان من المجيدين لهذه الطريقة وله فيها قصيدة طويلة الذيل يمدح فيها السلطان ابن الأحمر ذكرها ابن خلدون في المقدمة منها:
تحت العكاكن منها خصر رقـيق من رقتو يخفي إذا تـطـلـبـو
أرق هو من ديني فيمـا تـقـــــول	جديد عتبك حـق مـا أكـذبـو
أي دين بقا لي معاك وأي عـقـل	من يتبعك من ذا وذا تسـلـبـو
تحمل أرداف ثقال كـالـرقـــــيب	حين ينظر العاشق وحين يرقبـو
قلت: والعكاكن مأخوذة من عُكَن الثوب أو الدرع وهو ما تثنى منها على اللابس إذا كانت واسعة. والمعنى أن هذه العُكن المتثنية من الثوب تخفي تحتها خصراً رقيقاً لطيفاً[39].

### الحسن بن أبي النصر الدباغ
أغرم بالزجل إنشاء وجمعا، فقال كثيرا من قصائد الزجل وبخاصة في الهجاء، كما جمع مختارات للزجالين في مجموعتين، أطلق على المجموعة الأولى عنوان (مختار ما للزجالين المطبوعين) وجعل عنوان الثانية (ملح الزجالين)[40].
- من لبنان: اسعد الخوري الفغالي، محمد محمود الزين، زين شعيب الملقب بـأبو علي، جوزيف الهاشم الملقب بـ زغلول الدامور، موسى زغيب، خليل روكز، طليع حمدان، خليل شحرور، السيد محمد مصطفى، إدوار حرب، جريس البستاني، أسعد سعيد، حسون الأخضر، نايف تلحوق، كميل زياده.
- من فلسطين: يوسف الحسون «أبو العلاء» الذي يعتبر رائداً في فن العتابا والشروقي ، موسى حافظ، المذيع نعمان الجلماوي، المذيع اكرم قعوار، مذيع البرامج صالح رباع [منذ 2006]، شادي البوريني... الخ.
- من سوريا: فؤاد حيدر وسمير هلال وشفيق ديب وعصام يوسف وفراس زودة
- من الأردن: نايف أبو عبيد، الدوقراني، حسن عبد الفتاح ناجي، رزق الله المناع، روضة أبو الشعر، سليمان عويس، عادل مصطفى الروسان، سليم خليل النمري، عيسى عباسي، موسى نزال الأزرعي، يعقوب نصر عازر
- من المغرب:أحمد لمسيح ،ادريس المسناوي،احميدة بلبالي، محمد الراشق، عبد الحفيظ المتوني، نهاد بنعكيدا، أسماء بنكيران

## علاقة الموشح والشعر الملحون بالزجل
الموشح والشعر الملحون (القصيدة الزجلية) والزجل، جميعها فنون أندلسية مترابطة.
فالموشح هو كلام منظوم في بنية مختلفة عن الشعر العمودي الموحد الوزن والقافية، وهو في مبناه هذا مشابه للزجل، كما أنه مشابه له في غلبة استخدامه للغناء، وارتباطه بالآلات الموسيقية.
وأما الشعر الملحون ويسمى أيضا القصيد الزجلي، فهو شعر موحد الوزن والقافية، إلا أنه بلغة مختلفة، لغة عامية، غير معربة.
ويبدو أن الشعر الزجلي أو الشعر الملحون أقرب إلى الزجل من الموشح، حتى إن بعض المراجع لا تفرق بينهما، مثل صفي الدين الحلي الذي عد قصائد مدغليس الثلاث عشرة التي وجدها في ديوانه أزجالا، ولم ينتبه لتسمية الأندلسيين لهذا اللون «شعرا ملحونا»، وأن الزجل لديهم ذو دلالة مخالفة، أما ابن سعيد الأندلسي[24] فيورد لأحدهم زجلا ثم يورد للزجال نفسه نموذجا يميزه باسم الشعر الملحون والفرق بينهما في ابتعاد الزجل عن شكل القصيدة، لا بقاؤه قصيدة سقطت منها الروابط الإعرابية، فإن كانت آية الزجل إسقاط الإعراب، فليس كل ما جرد من الإعراب سمي زجلا[25].
إلا أن في رأي صفي الدين الحلي ما يستعين به بعض النقاد في تأييد القول بأسبقية الشعر الزجلي على الزجل، واشتقاق الزجل منه وليس من الموشح، مستشهدين بقول الحلي: «وهذه القصائد لما كثرت واختلفت، عدلوا عن الوزن العربي الواحد إلى تفريع الأوزان المتنوعة، وتضعيف لزومات القوافي، ليكون ذلك فنا لهم بمفردهم، وذلك لأنهم لما لحنوا تلك القصائد بألحان طيبة السماع، رائقة في الأسماع، متناسبة في الأنغام والإيقاع، اضطر جدول كل منهم إلى شط ينتهي إليه، ومقطع يقف الدور عليه، وكانت همتهم الشريفة، وطباعهم اللطيفة، ناهضة بالجمع بين أصول الطرب، وصحة أوزان العرب، ولم يكن لهم اطلاع على ما اخترعته الأعاجم من تلفيق الترانات والأوزان والأوانكشتات، المتمم به نقص الأدوار والسربندات»[26]، والذين يستدلون بنص الحلي يرون أن طبيعة الأشياء هي التي تقرر أن الانتقال يكون عادة من السهولة إلى الصعوبة، تدرجا، ومن البساطة إلى التعقيد، من بساطة في التركيب متمثلة بوحدة الوزن والقافية في القصيدة الزجلية، إلى ما اتصف به الزجل من تعقيد تمثل بتعدد الأوزان واختلاف القوافي في الأقفال والأدوار، مع اشتراك الفنيين في الأغراض وفي اللغة وأساليب التعبير[27]، وبتأكيد قاطع، يقول مقداد رحيم[28]: «ومهما يكن من أمر، فإن الشعر الزجلي أسبق من الزجل في النشأة»[26].
والقول بهذا الرأي يبنى عليه أسبقية الزجل على الموشح، فإذا كان اختراع الزجل مر بهذه المراحل، فإن الموشح بالتأكيد لم يبدأ من جديد بنفس الحكاية، فيكون مشتقا من الشعر العمودي، ليصل إلى نفس هيكل الزجل تماما، فهذه ستكون صدفة صعبة، بل الأقرب أن الموشح سيكون فقط تعريبا للزجل، وهذا ما لا يتفق مع رأي فريق آخر من المؤرخين، كابن خلدون، الذي يرى الموشح سابقا للزجل، وندرك هذا في قوله: «ولما شاع فن التوشيح في أهل الأندلس، وأخذ به الجمهور لسلاسته، وتنميق كلامه، وترصيع أجزاءه، نسجت العامة من أهل الأمصار على منواله، ونظموا في طريقته بلغتهم الحضرية، من غير أن يلتزموا فيه إعرابا، واستحدثوا فنا سموه بالزجل، والتزموا اللفظ فيه على مناحيهم، لهذا العهد، فجاءوا فيه بالفرائد، واتسع فيه للبلاغة مجال بحسب لغتهم المستعجمة»[29].
ويدعم قول ابن خلدون ما صرح به ابن قزمان بنظم زجلة له على عروض موشح معروف واستعار الخرجة منه، ومنه قوله:
ريت وحد النهار خرج بالكميت وفي قلب من اجل مما دريت
قلت فيه ذا الزجل كما قد رويت عرض التوشيح الذي سميت
عقد الله راية النصر لأمير العلا أبو زكري
وهي خرجة مأخوذة من موشح لابن باجة «عقد الله راية النصر لأمير العلا أبي بكر»[30].
وإذا كان المعتاد في الموشحة أن تكون خرجتها عامية أو أعجمية، فإن المعتاد في الزجلة أن تكون خرجتها معربة، وهو ما كان يفعله ابن سناء الملك[31] حيث يفرق بين الزجل والموشح بقرينة لطيفة، وهو أنه جعل في آخر غالب موشحاته خرجة مزجلة تكون من نظم أئمة الزجالة، وغالب أئمة الوشاحة فعلوا ذلك ليظهر الفرق[32]، وذلك لأن الفنيين يتداخلان أحيانا بسبب عيب يسمى التزنيم، وهو في الزجل الإعراب، وفي الموشح اللحن.
«وعند الجميع أن التزنيم في الموشح أقبح منه في الزجل، لأن من أعرب في الملحون فقد رد الشيء إلى أصله، ومن لحن في المعرب فقد زل وخالف»[33].

## موضوعات الزجل
رغم أن الزجل ابتدأ كفن للعامة في الأندلس، إلا أن موضوعاته تعددت حتى شملت جميع موضوعات الشعر العربي التقليدي، حتى الجليل منها، كمديح الملوك والحكام، والرثاء، ووصف القصور والضياع، ثم الزهد والزجل الصوفي في وقت لاحق.
وقد كان الزجل في بدايته مقصورا على الغزل واللهو والمجون[40] والأحماض، ثم كان للزجالين في كل عهد معين وبيئة معينة، مجالات يرتبطون بها، ومن ثم كان مركز اهتمامهم ينتقل من موضوعات بعينها، -تلقى قبولا في هذا المجال أو ذاك- إلى موضوعات أخرى، تختلف باختلاف العهود والبيئات الثقافية التي ينتمون إليها[42].
ومن ذلك ما نقرأه في أزجال زجالي الأندلس من انشغال بالعشق والشراب ووصف الرياض ومجالس الصحاب، نتيجة للالتفاف زجالي ذلك العصر حول دوائر الخاصة، والتحاقهم بمجالسهم التي كان مدارها الغناء والتنافس في إظهار المهارة والتأنق والتظرف[7].
ثم صار فن الزجل وعاء لـالشعر الديني والتصوف، وبلغ ذروته على يد الشيخ المتصوف الأكبر محيي الدين بن عربي الأندلسي، ومن بعد الشيخ أبو الحسن الشوستري، الذي استطاع نقل الزجل إلى مكانة رفيعة في الوسط الأدبي منذ القرن السابع الهجري، وأدخله في حلقات الذكر، وغناء الصوفية[43].
كما كان الهجاء أيضا من موضوعات الزجل، ويحتوي ديوان ابن قزمان على الهجاء[44]، إلا أن الدباغ يعتبر رائد الهجاء في الزجل[45].
وقد مزج الزجل في الزجلة الواحدة بين موضوعين أو أكثر، فالـغزل يمتزج بالخمريات، والمدح يأتي معه الغزل أو وصف الطبيعة ومجالس الشراب، ووصف الطبيعة تصحبه مجالس الطرب والغناء، وأما الأزجال التي اختصت بغرض واحد فقليلة، ويعد الزجل الصوفي من الأزجال ذات الغرض الواحد[42].
وسنعرض نموذجين لأزجال من الخمريات ووصف الأماكن:
قال أبو بكر بن صارم الأشبيلي:
حقاً نحب العقار فالدير طول النهار نرتهن خلع أنا لس قدا عن فلان
نشرب بشقف القدح كف ما كن
للدير مر وتراني عيان
قد التويت فالغبار وماع كانون بنار فالدكان
ومذهبي فالشراب القديم
وسكرا من هُ المنى والنعيم
ولس لي صاحب ولا لي نديم
فقدت أعيان كبار واخلطن مع ذا العيار الزمن
لا تستمع من يقول كان وكان
وانظر حقيق الخبر والعيان
بحال خيالي رجع ذا الزمان[46]
فأحلى ما يوريك ديار غيبها واخرج جوار اليمن[47]

### وصف الأماكن[عدل]
وخرج ابن قزمان إلى منتزه مع بعض أصحابه، فجلسوا تحت عريش وأمامهم تمثال أسد من رخام يصب الماء من فمـه على صفائح منالحجر متدرجة فقال:
وعريش قد قام على دكــان بحال رواق
وأسد قد ابتلع ثعبــــان من غلظ ساق
وفتح فمه بحال إنســـــان بيه الفراق

## لغة الزجل
كانت الأندلس بلادا متعددة الثقافات، ونتيجة لهذا التعدد تكونت لغات أندلسية كريولية، مختلطة من اللغات الرومانية والبربرية والعربية، والتي بدورها تتفرع إلى لهجات عديدة، ومستويات متفاوتة، فكانت العاميات المتكونة «بعيدة بعدا شديدا عن اللغة العربية الفصحى»[49].
نشأت من هذه العاميات فنون شعبية فلكلورية، منها الفنون اللغوية، مثل الغناء للأطفال، والغناء للأعراس، وظاهرة التروبادو أي الشاعر الجوال أو الشاعر المنشد الذي يلقي أناشيده العامية في القصور، وأفنية الكنائس، والأسواق، والساحات الشوارع[50]، وغيرها من الفلكلور.
و أحد الآراء يذهب إلى أن الزجل كان من هذه الفنون الشعبية في مرحلته الأولى[51]، وأنه ابتدع ليرضي النهم الفني للعامة من سكان الأندلس[50].
ويبدو أن الزجل بعد مرحلة الأغنية الشعبية دخل في مرحلة من التفصح بعض الشيء[51]، وأخذ نظامه يتشبهون بالموشحين، حتى كاد يمحى الفرق بين الزجل والموشح، ولولا ذلك ما انتشرت أزجال الأندلسيين في العراق وبلاد الشام، واستعذبها المشارقة ونسجوا على منوالها[49]، حتى قال ابن سعيد: «ورأيت أزجاله - ابن قزمان – مروية ببغداد أكثر مما رأيتها بحواضر المغرب»[48]، بل وإننا اليوم، وباستخدام لغتنا العربية المعيارية، نجد أننا نفهم الكثير من الزجل الأندلسي، وهذا ما أدركه الأولون عندما أسموا الزجل فنا غير معرب، ويقصدون بهذا الاسم: أشكال النظم العربية التي ظهرت في العصر الأدبي الوسيط، والتي لم يلتزم ناظموها باللغة الفصحى المعيارية، وخاصة بالنسبة لقواعد الإعراب، واعتماد ذلك التصنيف على هذا الفارق اللغوي يدل على إدراك نافذ، فالواقع أن هذه الأشكال غير المعربة ظلت على صلة وثيقة بالأشكال المعربة، وتتبنى تقاليدها الفنية، رغم فارق مستوى الأداء اللغوي، بل إن لغة الزجل، وإن كانت غير معربة، كانت تقترب من الفصحى بقدر كبير، فلغة المنظومات الزجلية كانت لهجة دارجة خاصة بالزجالين، بوصفهم أفرادا يلتحقون بالدوائر الأدبية السائدة، وتتحد أطرهم المرجعية في داخل نوع الثقافة العربية التي تقرها هذه الدوائر[42].
وقد ظل هذا الفارق في مستوى الأداء اللغوي أحد مقومات تمايز الزجل عن الموشح، كما كان في الوقت نفسه أحد مقوّمات تمايز الزجل عن أشكال الشعر الشعبي (الفولكلوري) وعن حركة شعر العامية واختلافه معها[7]، فقد «كتب بلغة ليست عامية بحتة بل هي مهذبة وإن كانت غير معربة»[49].
ويبدوا أن خشية الزجالة من غلبة التعريب على الزجل، وجعله فنا خاضعا لـقواعد اللغة العربية المعيارية، جعلهم يشددون على اشتراط اللحنفي الزجل، حتى قال ابن قزمان: «الإعراب في الزجل لحن»، فالزَّجل لون من الكلام لا يحتمل الإعراب عند الزجالة فهو ملحون أبدا، ولا يجيزون فيه أن يختلط اللحن والإعراب فتكون بعض ألفاظ البيت معربة وبعضها ملحونة، وقد قرر هذه القاعدة واضع هذا الفن أبو بكر بن قزمان في مقدمة ديوانه لما قال:
وجردت فني من الإعـراب	كما يجرد السيف من القراب
فمن دخل علي من هذا الباب	فقد أخـطـأ ومـا أصـاب
ومن أعرب في الزجل فقد أساء وسموا ذلك منه تزنيما، وعدوه عيبا فاحشا[52].
وقال صفي الدين الحلي: «وهذه الفنون إعرابها لحن، وفصاحتها لكن، وقوة لفظها وهن، حلال الإعراب فيها حرام، وصحة اللفظ بها سقام، يتجدد حسنها إذا زادت خلاعة، وتضعف صناعتها إذا أودعت من النحو صناعة، فهى السهل الممتنع، والأدنى المرتفع»[50]، وقال أيضا: «فإذا أحكم عليهم – الزجالة - فيها لفظة معربة غالطوا فيها بالإدماج في اللفظ والحيلة في الخط كالتنوين فإنهم يجعلون كل منون منصوباً أبدا، فيكتبون اللفظة بمفردها مجردة من التنوين، وبعدها ألفا ونونا، كأن يكتبوا (رجلا) على هذه الصورة (رجلن)»[53].
ويجب أن نشير أيضا إلى أن الزجالة لم يولوا اهتماما لأعجمية أهل الأندلس، فلا نجد من اللهجة الرومانسية إلا بعض الألفاظ، متناثرة في أزجال ابن قزمان، وما جاء على لسان العجم والأعجميات في أزجال الحوار، ولم نجد خرجة أعجمية في الزجل كما هو الشأن في بعض الموشحات، لكون لغة الزجل غير معربة، فيلجأ الزجال إلى الفصيح بدلا من الألفاظ الأعجمية، أو إلى التحايل، كأن يمهد للخرجة بألفاظ تدل على أن الزجل قد أوشك على النهاية[49].
لقد استخدم ابن قزمان في أزجاله بعض المقطوعات بالأعجمية، ومن المؤكد أنه ورث هذه الطريقة عن الوشاحين الذين كانوا يستعملون الأعجمية في خرجات موشحاتهم، فمن ذلك قوله في الخرجة من زجل له:
نمضي إن شاء الله من سرور لسرور والسعاد بشاشتْ إذ مطور
وعدوك يذاق فشوال طــــتلـور لعن الله من لا يقول نعم
لقد استخدم ابن قزمان في هذه المقطوعة لفظة «إذ ماطور» (d'amator)، وهي عجمية بمعنى «للعاشق»، كما استخدم أيضا – وهو يتوعد الفقيه بعد شهر رمضان – لفظة «طلور» (dolor)، وهي أعجمية بمعنى الألم[7].
أما المستشرقون فقد أولوا اهتماما بالغا بالأزجال الأندلسية، وبالأخص ديوان ابن قزمان، وزعموا أن أزجاله تمثل ذروة الشعر العربي وواقعالمجتمع الإسلامي، إذ ركزوا بحوثهم على الألفاظ الأعجمية التي استخدمها ابن قزمان في أزجاله، وقد زعموا أن الزجال الأندلسي نظم بعض الخرجات الزجلية باللغة الأعجمية[7].
لكن خرجات الزجل لم تكتب بالرومانسية كما يذهب هؤلاء المستشرقون، وإنما وجدت بعض الألفاظ في ثنايا أزجال ابن قزمان لا علاقة لها بالوزن أو الموسيقى أو القافية، وهي ألفاظ تعوّد الأندلسيون على استخدامها في حديثهم اليومي مع المسيحيين، ولم نجد ألفاظا أعجمية عند الزجالة الذين تقدموا ابن قزمان أو عاصروه أو خلفوه، فيما وصل إلينا من أزجالهم[7].

## نقابات وجمعيات
للحفاظ على الزجل بصفته تراثاً شعبياً ونوعاً من أنواع الأدب ولتوحيد شعراء الزجل في مؤسسة تجمعهم ومتخصصة في الزجل أطلق في لبنان «عصبة شعراء الزجل» والتي أصبحت فيما بعد «نقابة شعراء الزجل». كما أطلق في سوريا «جمعية شعراء الزجل» والتي يترأسها الشاعر السوري فؤاد حيدر.

## روابط خارجية
- زجل مصري يتحدث عن العادات القديمة والحديثة (فيديو)
- زجل عن حقيقة الحياة في مصر (فيديو)
- تلالت كلمات جوه قلوب المصريين (فيديو)
- مصرى يتحدث (فيديو)
- كتاب تاريخ الفن الزجلي - سعيد عسيلي
- كتاب الزجل في أصله وفصله - الشاعر أسعد سعيد
- كتاب فرائد الزجل - يوسف النصار